# Марцінків Іван Спиридонович
Іван Спиридонович Марцинків або Марцінків (5 червня 1858, с. Витвиця, Австро-Угорщина — 1940, Сколе, Львівська область) — пасічник, лісничий, мисливець, дослідник, громадський діяч.

## Життєпис
Народився 5 червня 1858 року в селі Витвиця, його батько був священником. Після закінчення гімназії, 1874 р. вступає на державну службу до лісової управи в с. Кальна як кандидат, що теоретично i практично засвоював професію лісника. З травня 1875 р. призначений на посаду технічного помічника лісництва при лісовій управі в Новоселиці. Там відбув трирічну практику і у 1877 р. успішно склав державний іспит для камеральних службовців (технічних лісових помічників) при намісництві у Львові. Далі була військова служба (1878—1881), після завершення якої повертається до камеральної лісової управи як лісовий і канцелярський помічник у Берегах (округ Добромиль). Згодом був переведений на посаду самостійного дільничного лісника у Мигові Дрогобицького повіту, а 1886 р. — у Доброгостові. З 1892 року працює на цій же посаді в Солотвині Мізунській, пізніше — в Новому Мізуні, в 1914 році отримав посаду директора панських лісів у Мізуні, де пропрацював 25 років аж до виходу на пенсію у 1922 р.

## Пасічницька діяльність
Займатися бджільництвом Іван Марицнків почав 1887 р. і вже через 10 років утримував 100 вуликів, одразу заявивши про себе як про активного пасічника, а згодом — як відомого діяча на пасічницькій ниві. Як знавець високогірної флори, одним із перших в околицях Сколе розпочав кочівлю пасік у високогір'ях Карпат.
Починаючи з 1893 р., співпрацює з багатьма пасічницькими журналами Польщі, Німеччини, Чехословаччини, а пізніше й з українськими — «Українське пасічництво», «Український пасічник».
З 1904 року бере активну участь у міжнародних та всеслов'янських пасічницьких конгресах і з'їздах як учасник, автор рефератів та оціночний суддя пасічницьких виставок.
1909 р., під час з'їзду пасічників у місті Стрий, було вирішено заснувати Спілку пасічників. Товариство «Сільський господар» взяло ініціативу на себе i в грудні того ж року у Львові відбулися представницькі збори пасічників, де було вирішено заснувати тимчасову секцію пасічників при Товаристві «Сільський господар», головою якої було обрано Івана Марцинківа.
Збори вирішили i заснували «Руське пасічницьке товариство», головним завданням якого стала допомога пасічникам у збуті меду, забезпечення пасік необхідним бджолореманентом, надання безкоштовних консультацій, тощо. Головою надзірної ради обрано Івана Марцинківа.
3 1910 року бере активну участь у перших всеслов'янських з'їздах пасічників, які відбувалися у Софії, Белграді та Москві на яких представляє українське пасічництво Галичини та Товариство «Сільський господар». На VI Міжнародному конгресі Всеслов'янського союзу пасічників у Белграді його було обрано до ради Союзу.
У 1906 році був обраний президіальним радником для репрезентації пасічницьких конгресів для Німеччини, Австрії та Угорщини. У 1911—1912 рр. обирався членом президії Всеслов'янських пасічницьких конгресів у Белграді та Москві.
Опублікував понад 300 статей на різні пасічницькі теми та 15 наукових розробок. у 1912 р. видав книгу «Наш улей Галицький (Слов'янський) і раціональна пасічна господарка в нім».
У 1913 p., з метою вивчення місцевого бджільництва, подорожує по Хорватії, а в 1914 році відвідав Грецію, Албанію, Італію, Туреччину, Аравію та інші країни, узагальнивши досвід та опублікувавши детальний звіт з матеріалів подорожі.
Після закінчення Першої Світової війни брав активну участь у відбудові пасічницького життя на Галичині.
Впродовж тривалої пасічницької діяльності був відзначений численними нагородами конгресів, виставок та пасічницьких товариств різних країн. Зокрема, отримав 7 золотих та 2 срібні австрійські державні медалі, 1 велику срібну угорську державну медаль, 7 срібних і 7 бронзових виставкових медалей. Загалом нагороджений 52 почесними відзнаками.
Помер у Сколе 1940 року.
До 150-ї річниці від дня народження Івана Марцинківа в с. Витвиця відбулося урочисте відкриття меморіальної дошки ( 2008р.)